# Katie O'Brien
Katie O'Brien (Beverley, Yorkshire 2 de Maio de 1986) é uma ex-tenista profissional britânica, seu melhor ranking na WTA foi em setembro de 2010 alcançando o 84° posto de simples, mas ao se aposentar em 2011 seu ranking havia caído para o 281°.
Em 2007, ela alcançou a segunda rodada de seu Grand Slam em casa, Wimbledon, ao derrotar Sandra Klösel [en] na primeira rodada, em seguida ela perdeu para a cabeça de chave nº 31, Michaëlla Krajicek, na segunda. Em 2010, ela repetiu essa conquista ao derrotar Patricia Mayr para chegar à segunda rodada do Aberto da Austrália, onde caiu para a oitava colocada Jelena Janković.

## Ligações Externas
- Perfil na WTA